# Gấp (album của Cá Hồi Hoang)
Gấp là album phòng thu thứ ba của ban nhạc Việt Nam Cá Hồi Hoang được phát hành bởi Luke Record vào ngày 18 tháng 11 năm 2017. Album bao gồm 10 bài hát với đĩa đơn đã ra mắt trước đó là "Tầng Thượng 102".

## Danh sách bài hát
| Danh sách bài hát của Gấp | Danh sách bài hát của Gấp | Danh sách bài hát của Gấp |
| STT                       | Nhan đề                   | Thời lượng                |
| ------------------------- | ------------------------- | ------------------------- |
| 1.                        | "Hết mực"                 | 3:34                      |
| 2.                        | "Beertalks"               | 3:05                      |
| 3.                        | "Đừng buồn"               | 3:29                      |
| 4.                        | "Tầng thượng 102"         | 3:57                      |
| 5.                        | "Có thể"                  | 3:40                      |
| 6.                        | "Lãng đãng"               | 4:16                      |
| 7.                        | "Đi tìm"                  | 2:56                      |
| 8.                        | "Mơ"                      | 3:35                      |
| 9.                        | "Treo"                    | 4:16                      |
| 10.                       | "Bandamusical"            | 8:40                      |
| Tổng thời lượng:          | Tổng thời lượng:          | 41:28                     |

## Những người thực hiện
Âm nhạc
- Nguyễn Viết Thành – sản xuất, viết lời, hát chính, guitar, nhạc cụ bổ sung (tất cả bài hát)
- Nguyễn Thanh Minh – guitar (1–3, 7, 9)
- Lê Đặng Hiếu – guitar (1–3, 5, 7, 9)
- Bùi Khắc Đạt – bass (1–3, 5, 7, 9)